# Notihng Hill
Notihng Hill è il quarto album in studio del gruppo musicale italiano di musica elettronica Pop X, pubblicato nel 2019 da Bomba Dischi e distribuito da Universal Music Italia.
In un'intervista Davide Panizza ha dichiarato di essersi ispirato al rapper congolese Maître Gims per la produzione del disco.

## Tracce
1. Ciambauamba – 3:42
2. Maniaco Sexual – 3:52
3. Now – 3:52
4. Wastin – 3:46
5. No, Womano Cry – 3:33
6. Final Trance – 4:51
7. Load My Name – 3:57
8. Your Love – 3:18